# رشته‌کوه هیدا
رشته‌کوه هیدا (به ژاپنی: 飛騨山脈 Hida Sanmyaku)، آلپس شمالی یک رشته کوه  است که در استان ناگانو، استان گیفو و استان تویاما در ژاپن امتداد دارد.

## نگارخانه

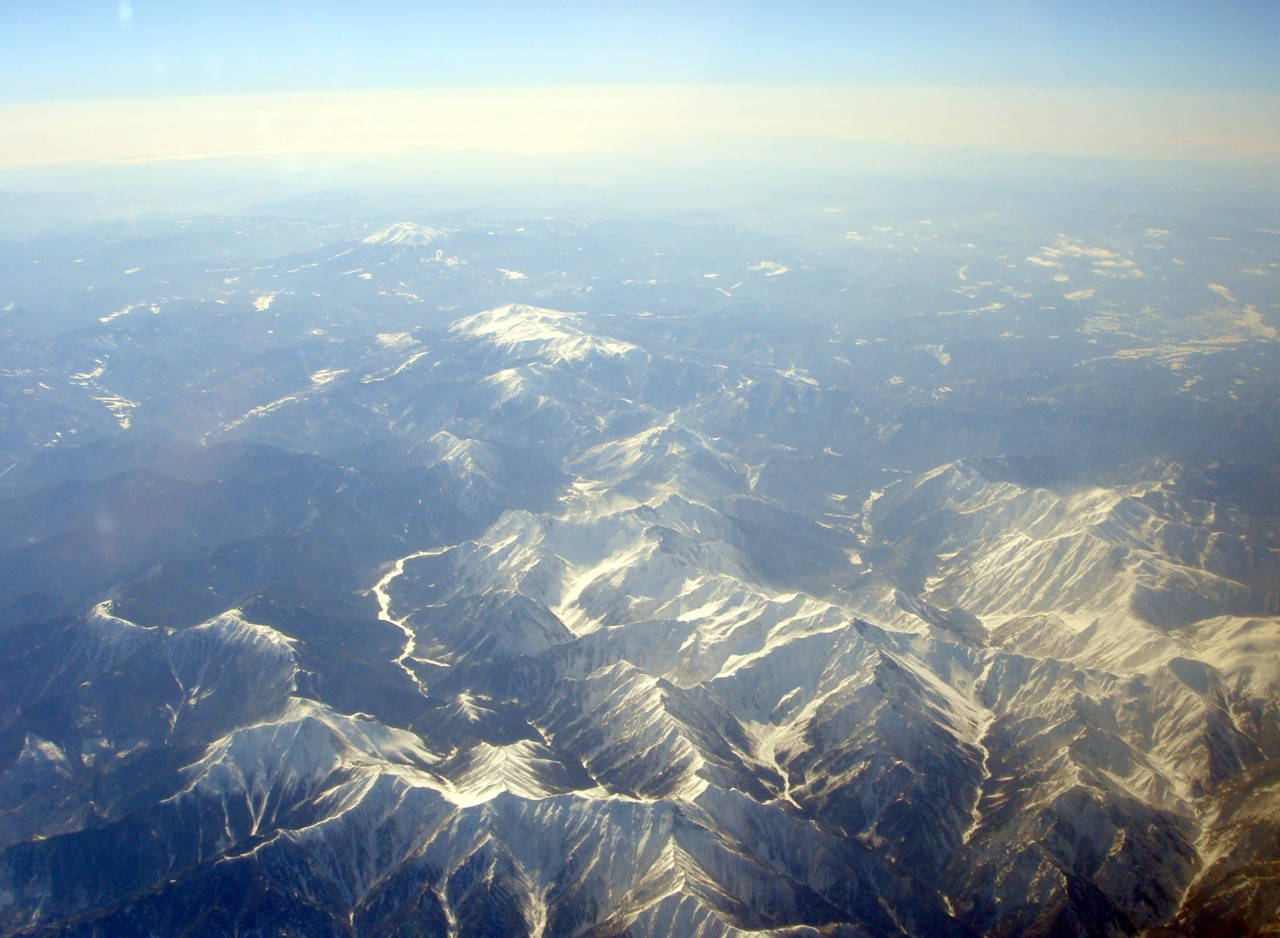
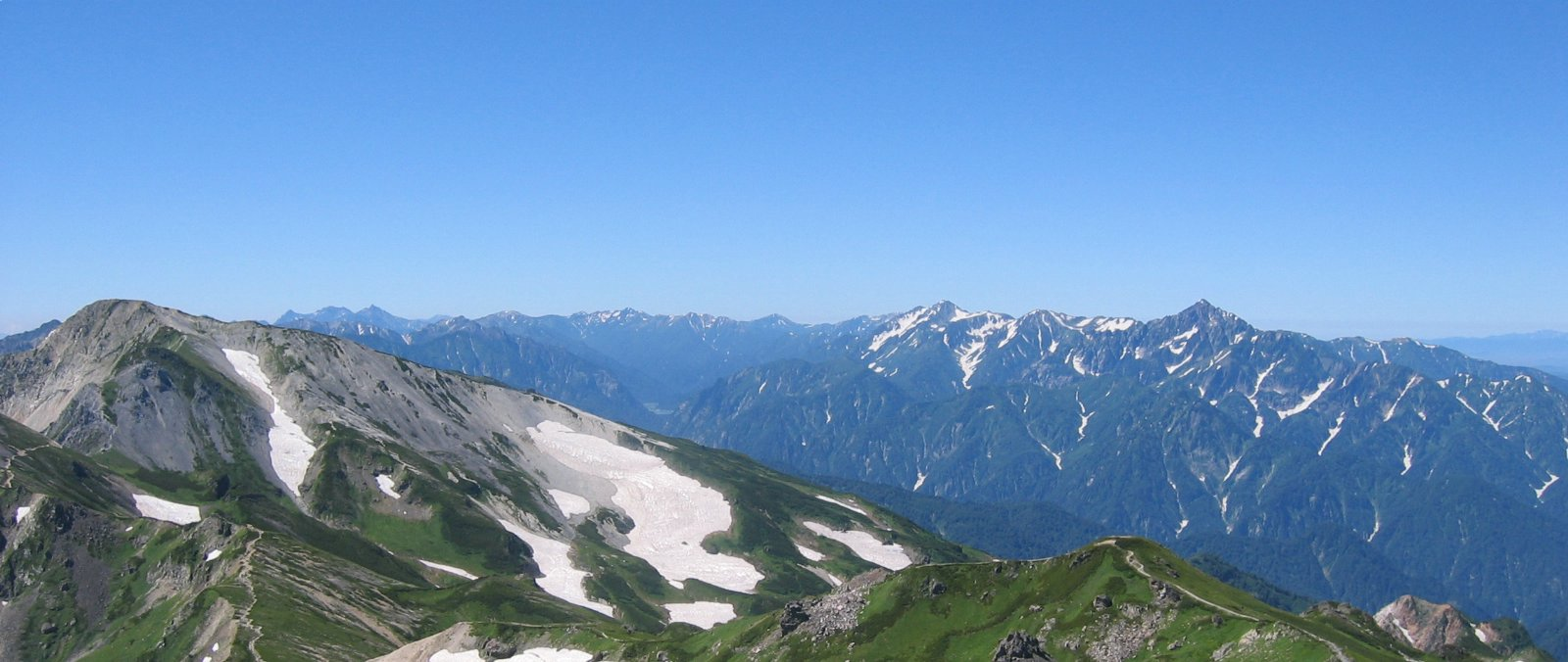
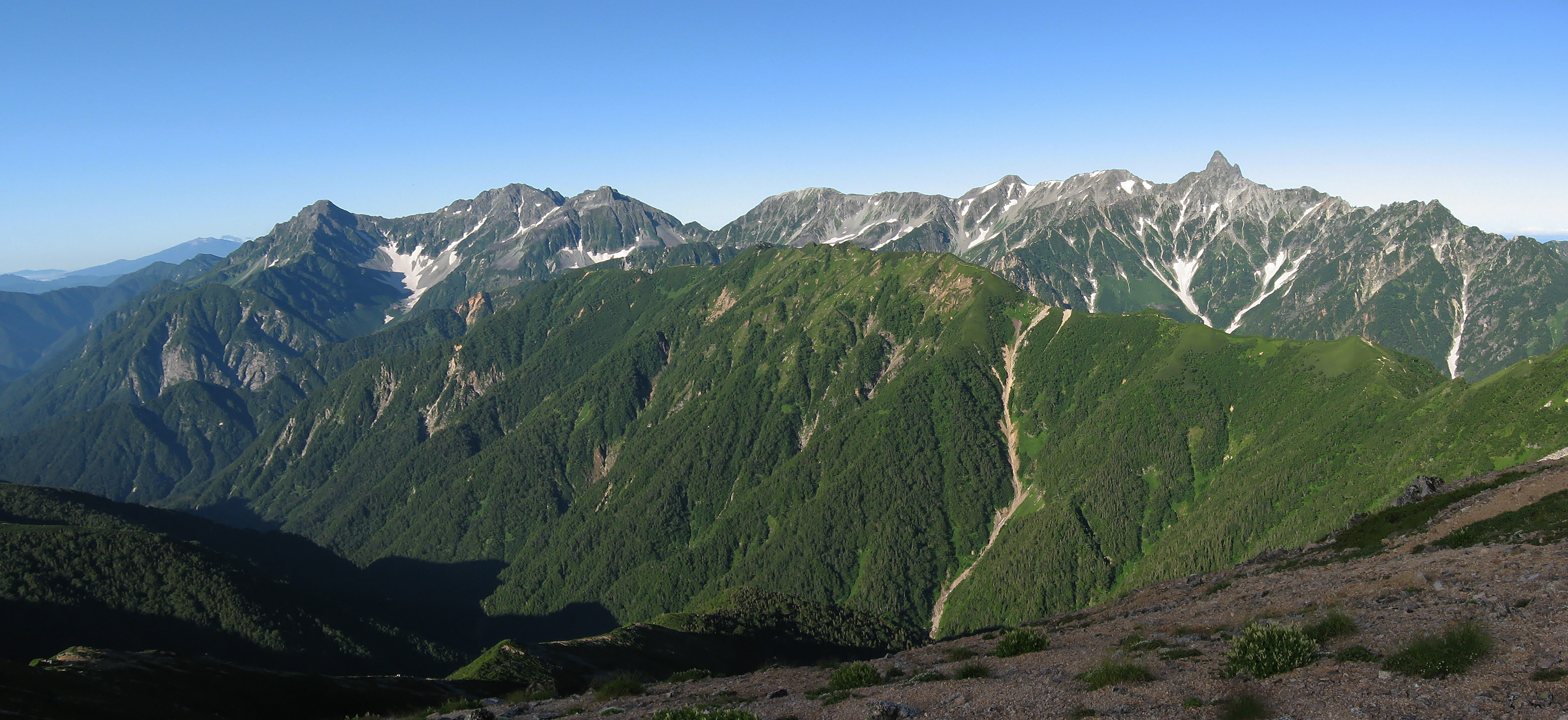
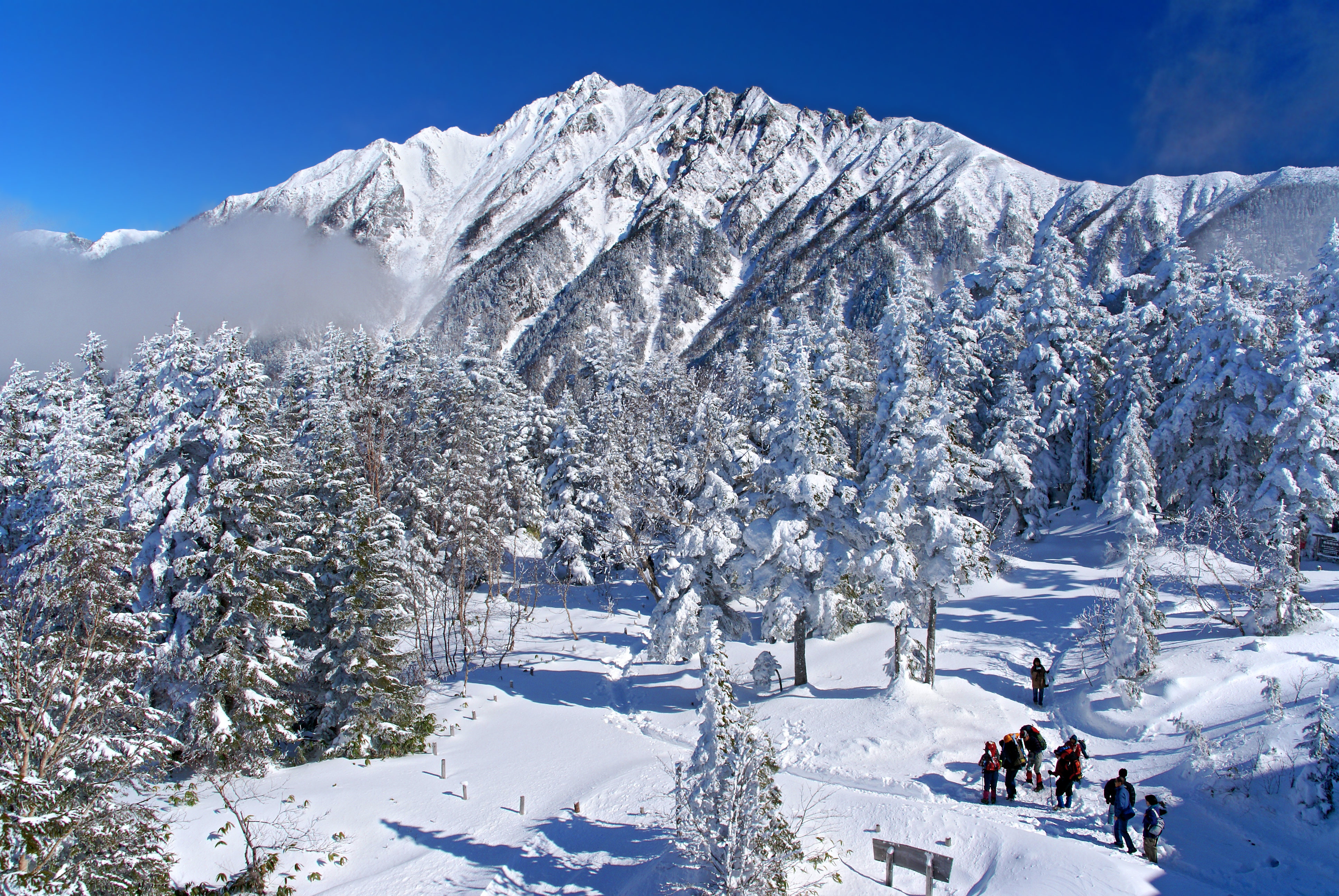
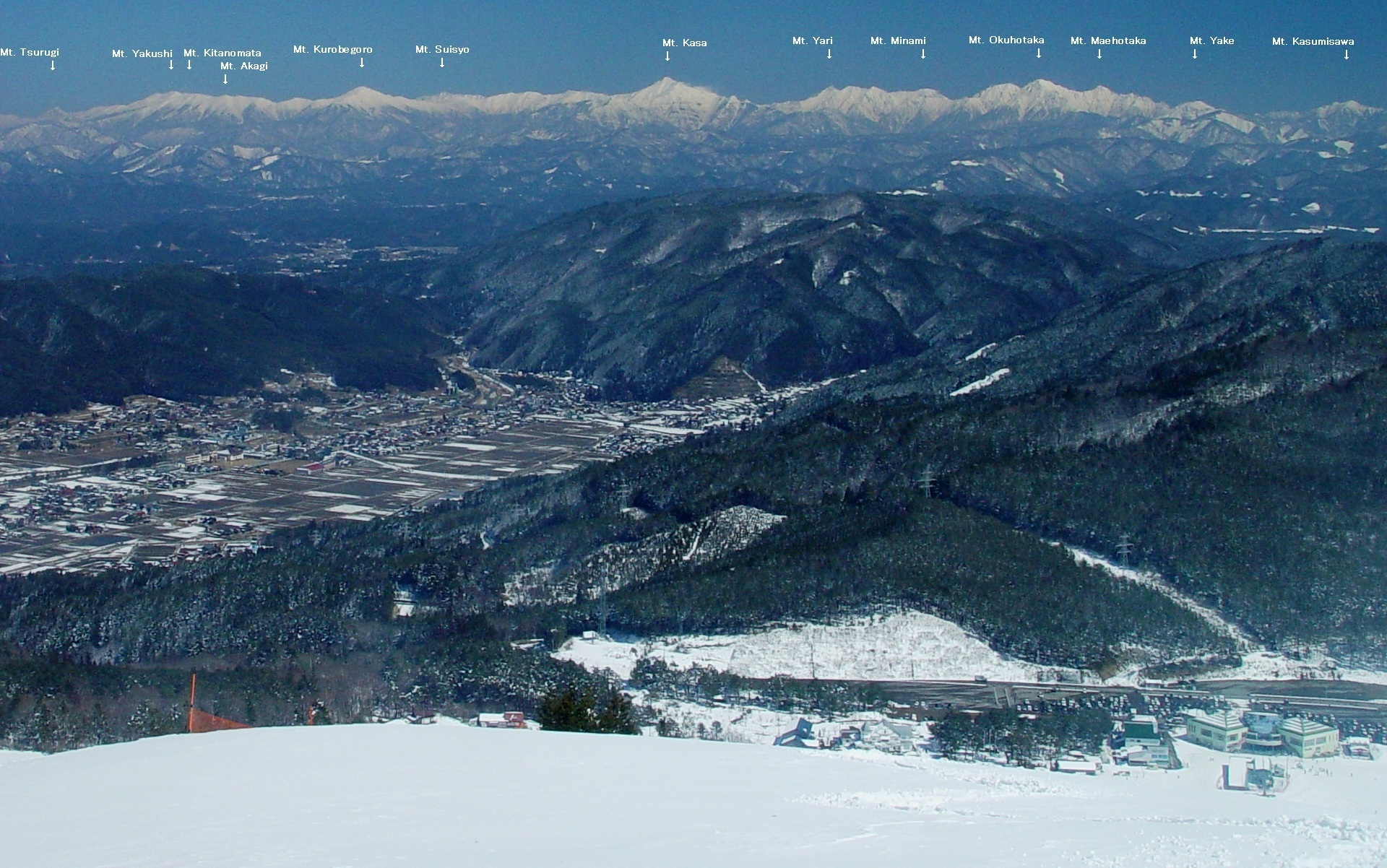